# Организационная структура свидетелей Иеговы
Свидетели Иеговы организованы по принципу иерархии. Подобную структуру они называют «теократией» и верят, что она является земным представительством небесной организации Иеговы. Организацию возглавляет Руководящий совет, в подчинении которого находятся шесть комитетов, осуществляющих надзор за деятельностью свидетелей Иеговы во всемирном масштабе. Эти комитеты выполняют различные административные функции, занимаются изданием публикаций, программой религиозных встреч и проповеднической деятельностью. Для выполнения этой работы Руководящий совет использует различные юридические объединения, основное из которых «Общество Сторожевой башни».
Руководящий совет и его комитеты контролируют работу почти ста филиалов свидетелей Иеговы в различных странах по всему миру. С этой целью филиалы регулярно посещают представители Руководящего совета. Каждый филиал осуществляет надзор за деятельностью свидетелей Иеговы в определённой стране или нескольких странах. Филиал может располагать оборудованием необходимым для издания и распространения литературы «Общества Сторожевой башни». Комитеты филиалов, назначенные непосредственно Руководящим советом, направляют деятельность собраний свидетелей Иеговы, которые в свою очередь объединены в районы, каждый из которых включает в себя около двадцати собраний. Надзор в районе осуществляют районные надзиратели, которые назначены непосредственно Руководящим советом, и являются его представителями.
Отдельным собранием руководит местный совет старейшин, которому помогают служебные помощники. Все они назначаются районным надзирателем. Старейшины осуществляют руководство в собрании, занимаются пастырской работой, определяют время проведения встреч, выбирают тех, кто проводит эти встречи и выступает с речами, руководят проповеднической деятельностью, назначают правовые комитеты для расследования и принятия дисциплинарных мер, в тех случаях, которые рассматриваются как нарушение библейских законов. Служебные помощники выполняют обязанности, которые не связаны непосредственно с пастырской работой или с обучением, но могут принимать в них участие; в большинстве случаев они выполняют вспомогательную работу.

## Руководящий совет

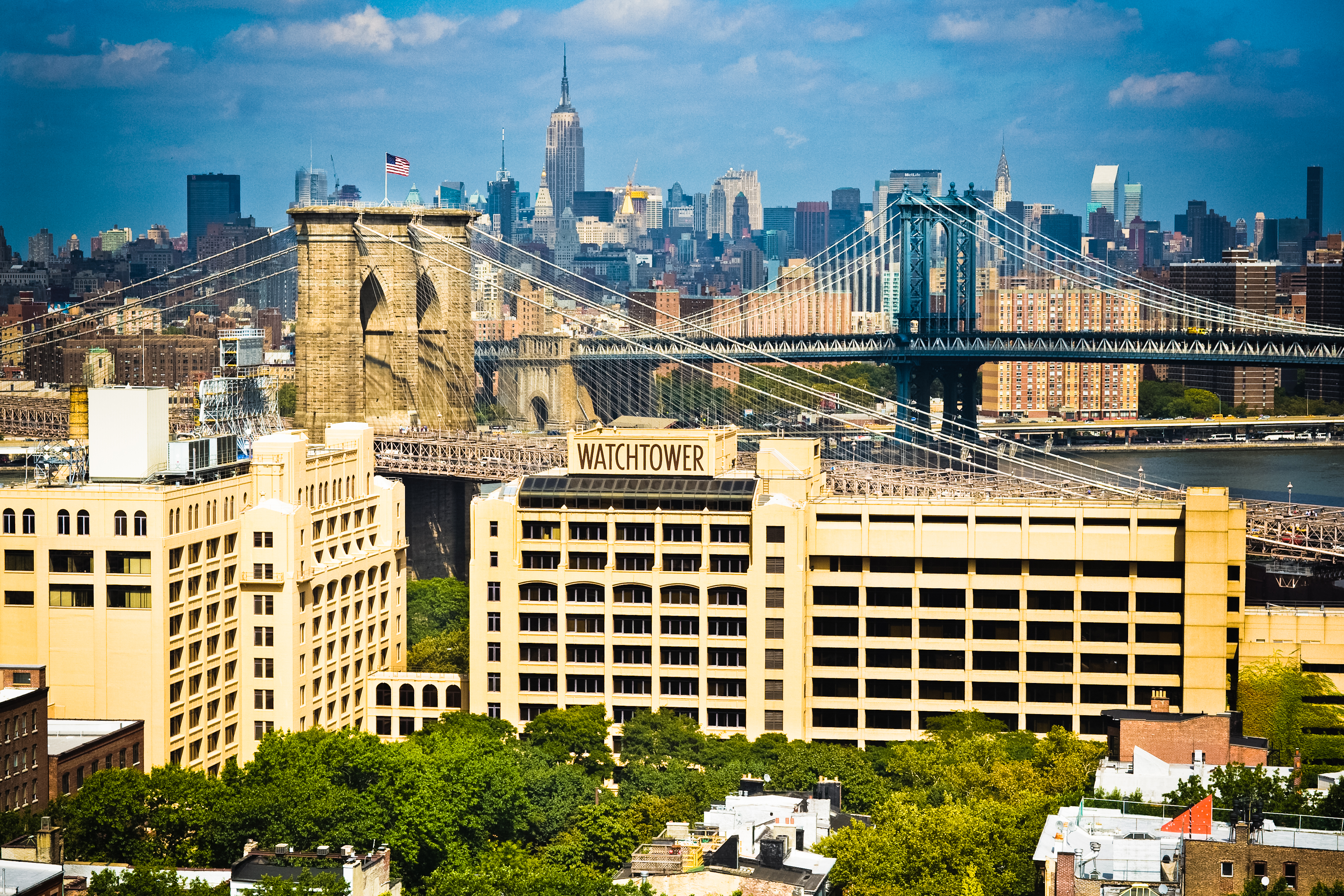
Бывшее главное управление свидетелей Иеговы в Нью-Йорке (с 1969 по 2016 год).

Руководящий совет свидетелей Иеговы — это коллективный орган, осуществляющий каноническое руководство организацией свидетелей Иеговы во всемирном масштабе и принимающий решения в отношении вероучений и организационных вопросов, которые обязательны для всех свидетелей Иеговы и созданных ими структур. Располагается в главном управлении свидетелей Иеговы в городе Уорик (штат Нью-Йорк, США), которое состоит из различных административных отделов, учреждений и служб, помогающих Руководящему совету выполнять свои функции и осуществлять надзор за всеми юридическими объединениями свидетелей Иеговы. Количество членов Руководящего совета непостоянно, а его председатель меняется ежегодно.
Сам по себе Руководящий совет не является юридическим лицом, а действует через юридические объединения свидетелей Иеговы и непосредственно назначенных представителей — членов комитетов филиалов в различных странах и разъездных надзирателей. Принцип теократического руководства, принятый у свидетелей Иеговы, предполагает, что Руководящий совет может в любое время назначать тех, кого он считает необходимым, на любые должности в любом регионе. При этом Руководящий совет правомочен действовать, осуществляя те или иные кадровые назначения, независимо от рекомендации местных общин.

### Комитеты Руководящего совета
Для осуществления административных функций в ведении Руководящего совета находятся шесть комитетов, в каждый из которых входят некоторые члены Руководящего совета и их помощники. Шесть комитетов осуществляют надзор за деятельностью свидетелей Иеговы по всему миру. В их обязанности входит подбор кадров, писательская работа, издательское дело, проповедническая деятельность, духовное обучение, программа различных встреч и финансовые вопросы. Кроме того, один из комитетов занимается координационной работой всех других комитетов и чрезвычайными ситуациями, такими как стихийные бедствия либо вспышки преследования свидетелей Иеговы.
Названия комитетов:
- Комитет координаторов
- Служебный комитет
- Писательский комитет
- Учебный комитет
- Издательский комитет
- Комитет по кадрам

## Филиалы

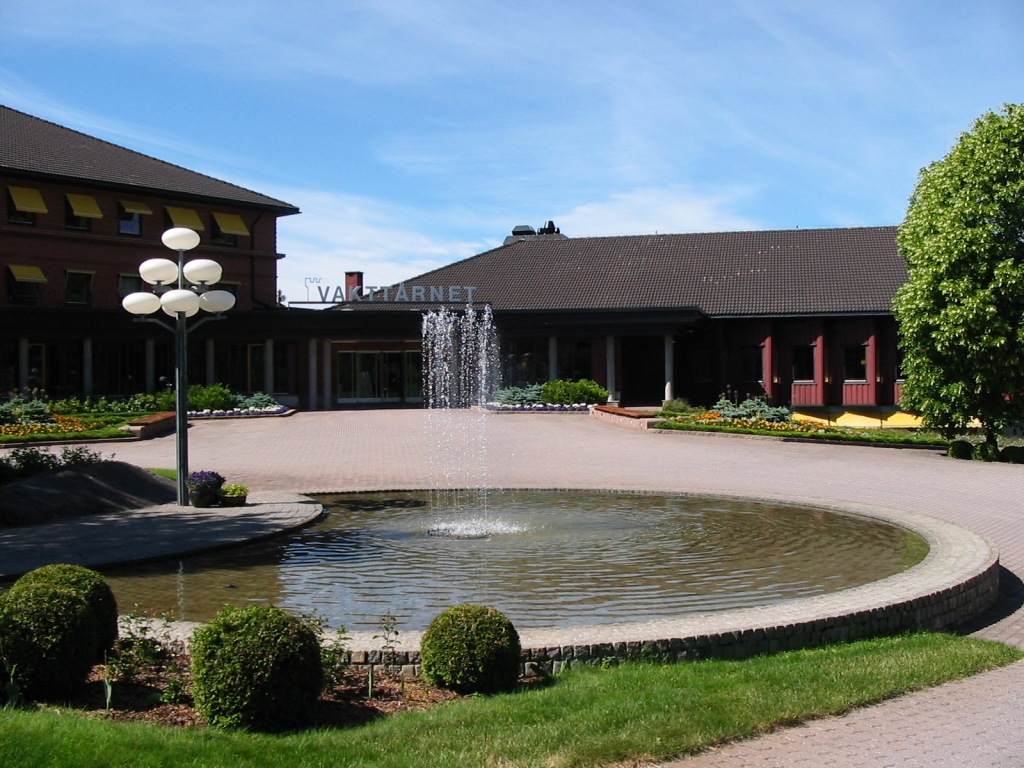
Филиал свидетелей Иеговы в Норвегии

Филиал — административная структура в организации свидетелей Иеговы, руководящая деятельностью собраний на территории какой-либо страны (или нескольких стран). В филиалах осуществляется надзор за делом проповеди, служением старейшин, служебных помощников, пионеров и разъездных надзирателей. Филиал ведет переписку с собраниями, занимается переводом литературы на языки страны, в которой находится, координирует её заказы и доставку. В отношениях с государственными органами выступает в качестве представителя организации свидетелей Иеговы, занимается всеми юридическими вопросами и делами, связанными с её деятельностью. Подчиняется непосредственно Руководящему совету свидетелей Иеговы.
В настоящее время существует около 100 филиалов в различных странах, которые выступают в качестве промежуточного звена между Руководящим советом и отдельными собраниями свидетелей Иеговы. Руководящий совет назначает комитет филиала, состоящий минимум из трёх человек и постоянно поддерживает с ним связь, а филиалы в свою очередь поддерживают связь с собраниями, находящимися на его территории. Члены Руководящего совета лично посещают филиалы, чтобы быть в курсе их дел и оказывать им необходимую помощь.

## Районные надзиратели
Все районные надзиратели назначаются непосредственно Руководящим советом свидетелей Иеговы. Филиал свидетелей Иеговы назначает способных местных старейшин заместителями районных надзирателей, которые через несколько лет могут быть рекомендованы Руководящему совету для назначения районными надзирателями. Районные надзиратели проходят курс обучения в специализированной школе, получают руководство от филиала свидетелей Иеговы, на территории которого служат, и находятся под его постоянной пастырской опекой. В 1995 году свидетели Иеговы сообщили, что 4374 районных надзирателя заботятся о 78620 собраниях (в среднем на каждого районного надзирателя приходится около 18 собраний).
Районные надзиратели осуществляют надзор за деятельностью собраний в районе, посещая каждое из них два раза в год в течение недели. Каждый район включает в себя около 20 собраний. Во время своего визита районный надзиратель выступает с речами перед собранием и проводит отдельные встречи с пионерами, а также со старейшинами и служебными помощниками. В течение недели он участвует в проповедническом служении с разными возвещателями, посещает изучения Библии с интересующимися и вместе с одним из местных старейшин делает пастырские визиты к отдельным членам собрания.
Посещение районного надзирателя свидетели Иеговы воспринимают как «взаимное ободрение верой друг друга» (Рим. 1:12) и считают, что библейское выражение «пусть удостаиваются двойной чести» (1Тим. 5:17) включает в себя сотрудничество и гостеприимство по отношению к ним. Районные надзиратели, как правило, являются членами религиозного ордена, которые дают обет бедности, поэтому их транспортные расходы, расходы на здоровье, жилье и основные потребности возмещаются собраниями, которые они посещают.

## Возвещатели Царства

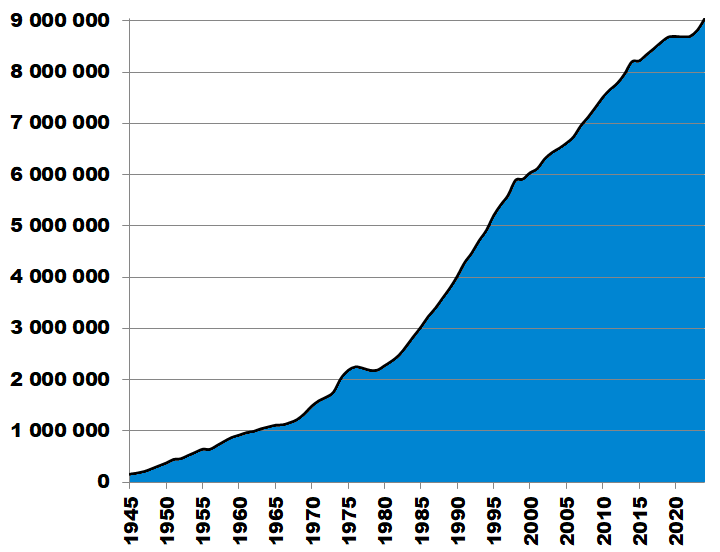
Официальная статистика ОСБ о численности возвещателей (1945—2013)

Возвещателями (англ. publisher) у свидетелей Иеговы называют всех активных членов организации, участвующий в их проповеднической деятельности на добровольной основе. Возвещатели, посвещающие проповеди не менее одного часа в месяц в течение последнего года (с сентября по август), называются регулярными возвещателями (англ. regular publisher). Для людей преклонного возраста или с ограниченными физическими возможностями данная норма составляет от 15 минут в месяц. По подсчетам самой организации, по состоянию на 2017 год количество возвещателей насчитывало более 8 миллионов человек.
Оригинальный английский термин «возвещатель» основан на стихе из Книги Исайя (Ис. 52:7), в котором говорится о проповеднике, «возвещающем о спасении» (англ. publishing salvation). «Возвещатель» также является условной единицей, по которой судят о величине собрания — местной общины.

### Требования к возвещателям
Стать возвещателем можно только после прохождения собеседования со старейшинами собрания. В ходе собеседования кандидат должен показать понимание основных учений Библии, свою веру в них и следование этим учениям в повседневной жизни, а также выразить личное желание быть свидетелем Иеговы.

Всякий, получивший от старейшины собрания статус «некрещённого возвещателя», имеет право принимать участие в миссионерской деятельности Свидетелей Иеговы. Статус «некрещённого возвещателя», как правило, является предпосылкой для допуска к крещению. Старейшины собраний имеют право лишить статуса «некрещённого возвещателя», если жизненные установки или образ жизни человека более не соответствует верованиям и жизненным принципам Свидетелей Иеговы…
— Устав Свидетелей Иеговы в Германии, 27.05.2009 (нем.)
Собеседование с кандидатом в возвещатели проводится двумя старейшинами после изучения кандидатом Библии по одному из учебных пособий организации и изменения им его жизни в соответствии с религиозными и нравственными принципами. В случае, если старейшины считают, что кандидат пока не готов на роль возвещателя, они сообщают ему причины своего решения. Через некоторое время кандидат может повторно пройти собеседование.
Став возвещателем, человек получает доступ к некоторой литературе, которая предназначена лишь для внутреннего пользования в организации и не распространяется среди «интересующихся» при проведении проповедей. К такой литературе, например, относится ежемесячный информационный бюллетень «Наше царственное служение».

### Особые типы возвещателей
В организации выделяется также особый тип возвещателей — это полновременные возвещатели или пионеры (англ. pioneer), которые посвещают проповедям бо́льшую часть времени, нежели обычные возвещатели. Выделяют подсобных (англ. auxiliary pioneer), общих (англ. regular pioneer) и специальных (англ. special pioneer) пионеров Пионерство является сугубо добровольным назначением и, согласно верованием свидетелей Иеговы, никак не влияет на возможность спасения. Пионеры проводят такие же виды проповеди, что и другие возвещатели. Кроме того, они часто используются для проповедей в отдалённых местностях, в которых нет регулярных собраний свидетелей Иеговы, поэтому там затруднена проповедническая деятельность обычных возвещателей.
Общие пионеры имеют «норму проповедования», которая составляет 90 часов в месяц или 1000 часов в год. Категория специальных пионеров была введена в 1937 году. Их «норма проповеди» составляет 140 часов в месяц. До 2004 года деятельность специальных пионеров оплачивалась «Обществом Сторожевой башни» в виде небольшой стипендии, так как при такой высокой норме проповеди невозможно полноценно работать. Подсобные пионеры имеют норму в количестве 50 часов в месяц. Эта форма пионерства предназначена для тех возвещателей, которые хотят попробовать жизнь пионера.
В январе 1999 года Руководящий совет принял решение снизить месячную норму соответственно до 70 часов для общих и до 50 часов для подсобных пионеров. Норма для специального пионера до 1 января 2004 года составляла 140 часов в месяц (для сестёр от сорока лет и старше — 130 часов), позднее норму снизили до 130 часов (соответственно 120 часов).
В феврале 1942 года тогдашним президентом «Общества Сторожевой башни» Нейтаном Норром была создана «Школа Галаад» (англ. Gilead School Ministry), целью которой является подготовка миссионеров.

### Проповедническая деятельность возвещателей

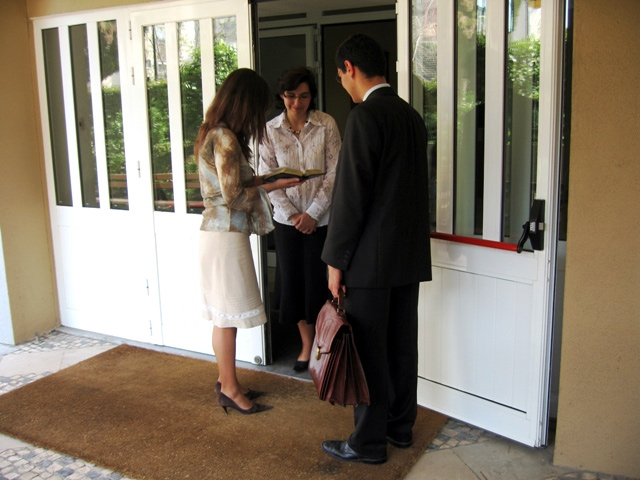
Типичная проповедь возвещателей по принципу «от дома к дому»

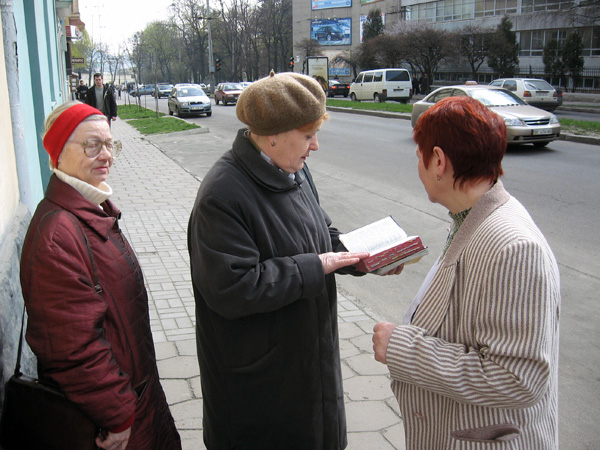
«Полевая проповедь» Свидетелей Иеговы на Украине

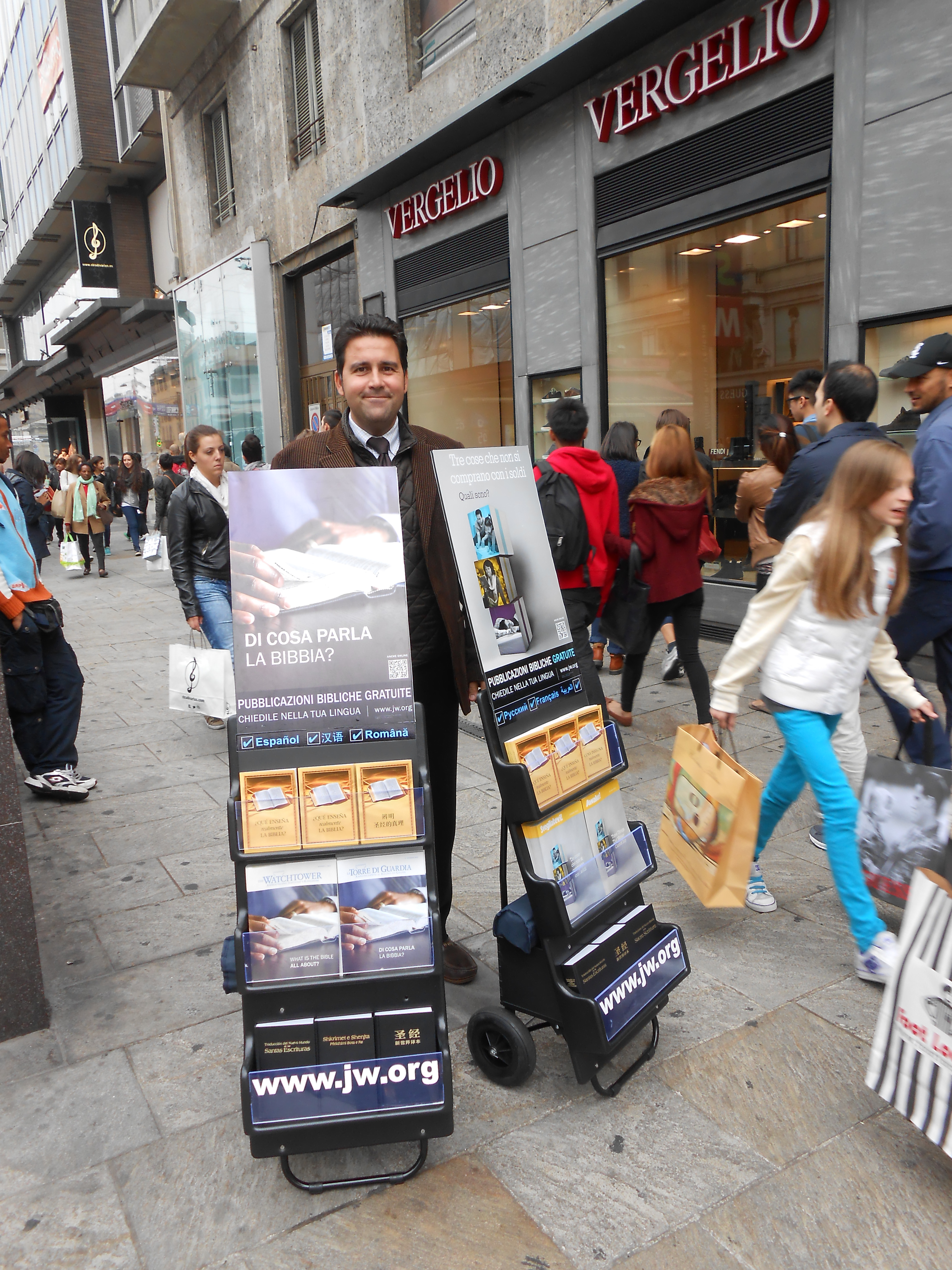
Проповедь в центре города со стендом в Милане

Проповедническая деятельность свидетелей Иеговы проводится методом служения от дома к дому (англ. door-to-door ministry) с использованием литературы «Общества Сторожевой башни». Такой метод проповеди основан на библейском призыве «идти и научить все народы» (Мф. 28:19) «в храме и по домам» (Деян. 5:42). Проповедуя «от двери к двери», возвещатели стараются оставить людям, с которыми они заводят разговор, экземпляр журналов «Сторожевая башня», «Пробудитесь!» или одной из брошюр, изданных Обществом Сторожевой башни. В случае, если люди проявляют интерес, возвещатели посещают их снова через некоторое время с целью начать домашнее изучение Библии по материалам, изданным Обществом. Кроме служения от дома к дому свидетели Иеговы проводят также и «полевые проповеди» (англ. field service), пытаясь заговорить со случайными прохожими.
Участие в проповеднической деятельности ожидается от каждого крещённого возвещателя, однако может проводиться также и возвещателями, ещё не прошедшими крещение. Однако, креститься у свидетелей Иеговы могут, как правило, лишь лица, которые до этого уже некоторое время посвятили миссионерской деятельности в качестве «некрещённых возвещателей».
По результатам проповеднической деятельности возвещатели регулярно сдают отчёты. С 1920 по 2023 год действовал порядок заполнения отчётов, при котором каждый свидетель Иеговы указывал в ежемесячном отчёте количество часов, которые он потратил на проповедь в прошедшем месяце. С 1 ноября 2023 года это требование было изменено и стало относиться только к членам, добровольно взявшим на себя обязательство проповедовать определённое число часов (например, пионерам). Остальным возвещателям указывать число часов в отчёте больше не нужно, вместо этого необходимо лишь отметить, участвовали ли они в служении в течение месяца, а также указать число изучений Библии, которые они проводили.
Книга «Организованы, чтобы исполнять волю Иеговы» отмечает, что при подсчёте времени учитывается любое свидетельствование тем, кто не являются крещёными Свидетелями (служение по домам, на улице, повторные посещения тех, кто проявил интерес, проведение изучений Библии и др.), а также в некоторых случаях крещёным Свидетелям (например, новокрещёным или неактивным) и до часа в неделю — своим некрещёным детям. Если два возвещателя свидетельствуют вместе, то время записывают оба. Подсобные, общие и специальные пионерамы, а также миссионеры должны посвящать служению определённое количество часов; норм для возвещателей не устанавливается, они могут проповедовать «соответственно своим личным обстоятельствам».
Отчёты о проповеднической деятельности отправляются во всемирное главное управление. На их основе составляется годовой отчёт и издаётся «Ежегодник». Кроме того, до 2004 года таблица с этими данными публиковалась в каждом выпуске журнала «Сторожевая башня» от 1 января (в 2005—2007 годах — от 1 февраля, в 2008 году — в февральском выпуске «Нашего царственного служения»). В частности, сообщается, что в 2007 году Вечерю воспоминания смерти Иисуса Христа посетило 17 672 443 свидетеля Иеговы и интересующихся их деятельностью. В 2007 служебном году (то есть с 1 сентября 2006 по 31 августа 2007) на проповедническую деятельность ушло более 1,4 миллиарда часов, а также потрачено более 121 миллиона долларов США на обеспечение полновременных служителей.
Возвещатель, не участвовавший в проповедническом служении или не сдавший отчёт хотя бы в одном из шести последних месяцев, называется «нерегулярным». В случае, когда возвещатель перестаёт сдавать отчёты в течение 6 месяцев, он становится «неактивным».

## Организационные документы
Австралийская Королевская комиссия по изучению реагирования социальных институтов на сексуальное насилие над детьми, которая исследует, как различные организации, несущие ответственность за детей, поступают в связи со случаями сексуальных преступления против несовершеннолетних, официально опубликовала ряд организационных документов свидетелей Иеговы:
Руководство для филиалов головной организации
- Branch Organization :  [англ.]. — Watch Tower Bible and Tract Society, 2015.

Руководство для старейшин собрания
- Shepherd the Flock of God :  [англ.]. — Watch Tower Bible and Tract Society, 2012.

Руководство для членов собрания
- Organized to Do Jehovah’s Will :  [англ.]. — Watch Tower Bible and Tract Society, 2016.

Политика реагирования на сексуальные преступления против несовершеннолетних
- Protecting Minors From Abuse (англ.). Watch Tower Bible and Tract Society (1 августа 2016). Дата обращения: 30 марта 2017. Архивировано 30 марта 2017 года.
- Child Protection Guidelines for Branch Office Service Desks (англ.). Watch Tower Bible and Tract Society (май 2016). Дата обращения: 30 марта 2017. Архивировано 30 марта 2017 года.
- Child Safeguarding Policy of Jehovah’s Witnesses in Australia (англ.). Watch Tower Bible and Tract Society (7 марта 2017). Дата обращения: 30 марта 2017. Архивировано 30 марта 2017 года.